# Belahantengah
Belahantengah is een bestuurslaag in het regentschap Mojokerto van de provincie Oost-Java, Indonesië. Belahantengah telt 3711 inwoners (volkstelling 2010).